# Dorieu
Dorieu foi filho de Anaxândrides II, rei ágida de esparta, e filho de sua primeira mulher. Insatisfeito por ter sido preterido pelos éforos por Cleômenes I, seu irmão mais velho, porém filho da segunda esposa do seu pai, ele emigra de Esparta com um grupo de colonos.
Inicialmente, ele tenta fundar uma colônia no norte da África, mas volta ao Peloponeso relatando as suas dificuldades. Antichares de Elêusis o aconselha a ir à Sicília fundar a cidade de Heracleia. Segundo Diodoro Sículo, ele funda esta cidade, mas Heródoto não é claro a este respeito.
Dorieu volta à África, reúne seus colonos e vai para a Itália.
Na Itália, Dorieu e seus homens ajudam Crotona a derrotar Síbaris; esta história é desmentida pelos habitantes de Crotona à época de Heródoto, mas confirmada pelos habitantes de Síbaris.
Quando o grupo chega à Sicília, é derrotado pelos cartagineses.
Analistas discutem porque a sucessão de Cleômenes I foi para Leônidas I, em vez de passar para a descendência do irmão mais velho, ou seja, Euryanax. Uma sugestão, atribuída a Müller no artigo Dorieus do dicionário de William Smith, é que, ao sair de Esparta para fundar uma colônia, Dorieu teria perdido seus direitos.